# 2014 aux Fidji
Cet article traite des événements qui se sont produits durant l'année 2014 aux Fidji.

## Événements

### Mars
- 12 mars : le ministère de la Santé des Fidji confirme que 11 personnes sont mortes et plus de 10 000 personnes ont été infectées durant une crise du type trois de la fièvre de la dengue

### Juillet
- 3 juillet : le gouvernement des Tonga dévoile une proposition d'échanger les récifs de Minerva contestés aux Fidji en échange de l'archipel de Lau dans le but de régler un différend territorial durant depuis des décennies entre les deux pays du Pacifique.

### Septembre
- 17 septembre : les électeurs des Fidji se rendent aux urnes pour la première élection depuis le coup d'État de 2006. Le parti du leader du coup d'État, Frank Bainimarama, c'est-à-dire le parti Fidji d'abord, remport près de 60 % des votes.
- 22 septembre : le parti Fidji d'abord mené par Frank Bainimarama remporte 32 des 50 sièges du Parlement lors des élections générales de la semaine précédente.

### Octobre
- 31 octobre : l'Australie et les États-Unis lèvent les sanctions contre les Fidji à la suite des élections démocratiques tenues récemment.